# Paul Linke

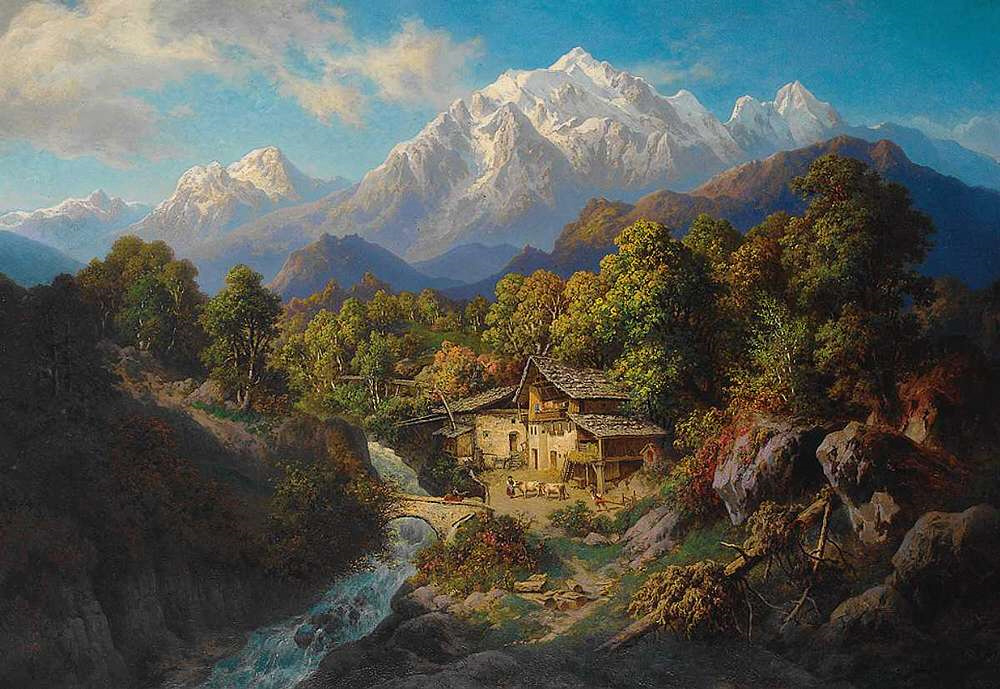
Paul Linke (1844-1917) "Krajobraz z Południowego Tyrolu z widokiem na Marmoladę"

Paul Rudolph Linke (ur. 29 czerwca 1844 we Wrocławiu, zm. 3 września 1919 w Berlinie) – niemiecki malarz.
Od 1869 do 1872 studiował w Berlińskiej Akademii Sztuki. Znany był szczególnie jako twórca portretów i krajobrazów oraz z dzieł stworzonych dla wielu śląskich kościołów oraz zamków śląskiej arystokracji.